# Edvard Diderik Ehlers
Edvard Diderik Ehlers (19. oktober 1812 i Roskilde – 27. marts 1893 i København) var en en dansk ingeniør, konferensråd og teknikborgmester i Københavns Kommune fra 1858 til 1885.
Han blev født 19. oktober 1812 i Roskilde, hvor hans fader, Hedde Jantzen Ehlers, var malermester; moderen var Anna f. Kruse. Efter at være bleven student 1830 tog han 1835 polyteknisk eksamen i anvendt naturvidenskab og blev endnu samme år fuldmægtig ved Mønten i København. Allerede dengang havde han deltaget i det praktiske liv, bl.a. ved i 1834 at have været sekretær ved den industriudstilling, som i det nævnte år afholdtes på Charlottenborg, og i 1836 indtog han den samme stilling ved dette års industriudstilling. Fra 1837-39 foretog han med understøttelse af Københavns Universitet og Den Reiersenske Fond en udenlandsrejse og blev efter sin hjemkomst 1840 fabrikkontrollør i Altona, i hvilken stilling han forblev til 1846, i det han samtidig af regeringen blev benyttet til Indhentning af forskellige oplysninger i udlandet og fra 1843 var edlem af administrationen for Frederiksværks fabrik og gods. 1846 blev han med titlen justitsråd kommitteret i General-Toldkammeret og Kommercekollegiet, indtil det ophævedes i 1848. Fra 1849-58 var han enebestyrer af Frederiksværk. 1851 konstitueredes han som fabrikdirektør under
Indenrigsministeriet og førte som sådan tilsyn med bestyrelsen af Den kongelige Porcelænsfabrik. Samtidig var han også virksom på anden måde. I året 1851-52 var han således formand for Industriforeningen i København samt formand for den 1852 i en særlig bygning på Christiansborg Slots ridebane afholdte industriudstilling, han forestod væsentlig Danmarks deltagelse i Verdensudstillingen i Paris 1855, og han var formand for den store kommission, som gjorde forslag til den forandrede Toldlov af 1863. Den tekniske erfaring, han således i en række skiftende stillinger havde høstet, kom endelig Københavns Kommune til gode, i det han efter den ved loven af 1857 indførte nye ordning af styrelsen af byens anliggender i februar 1858 blev teknisk borgmester i den, en stilling, han bevarede til 1885 eller i 27 år, og det i en tid, der var et vigtigt vendepunkt i byens udvikling.
Da Ehlers tiltrådte som borgmester, var København en endnu kun mindre by med omkring 150.000 indbyggere. Skønt portene var begyndt at falde (Nørreport nedreves 1856), var Byen endnu helt omgivet af volde og grave, gas var lige bleven indført (den tændtes første gang 4. december 1857), og Københavns Vandværk, hvorpå der havde været arbejdet i nogle år, var endnu ikke trådt i virksomhed. Der var herefter meget at udrette, særlig under de vældig voksende befolkningsforhold, som tog deres begyndelse navnlig efter den ulykkelige krig i 1864. Mærkes kunne det således, at byens nu så store kloaksystem blev påbegyndt i 1859, at Gammelholm blev indtaget til bebyggelse (den første grund solgtes her i 1861), at den første københavnske sporvej åbnedes i 1863, at udførelsen af en ny havneplan påbegyndtes 1865, at fæstningsterrænet efter lov af 1867 i 1869 overdroges Københavns Kommune til bebyggelse, at den ombyggede Knippelsbro åbnedes i 1869 osv. København udviklede sig efterhånden til en verdensby, og dets tekniske borgmester, der samtidig var formand for Bygningskommissionen og i de senere år også medlem af Københavns Havneråd, havde hænderne fulde, men i ingen henseende blev Ehlers overvældet. Idet han stadig forstod at følge endog godt med, holdt han klogt igen over for al for ivrig fremadstræben, og selv den stærkeste presseagitation rokkede ham i så henseende ikke. København har sikkert været godt tjent med hans sindige styrelse af dets tekniske anliggender, selv om det muligvis må siges, at den, hvor det gjaldt blotte skønhedshensyn, har været for nøgtern. Efter i 1872 at have været kommissær for bedømmelsen ved Den nordiske Industri- og Konstudstilling i Kjøbenhavn 1872 udnævntes han til konferensråd (etatsråd var han blevet i 1852), 1882 fik han Kommandørkorset af 2. grad, 1885 dets 1. grad.
3. juni 1846 ægtede han Charlotte Henriette Hvidt (20. september 1813 – 8. juni 1847), datter af etatsråd L.N. Hvidt, og 24. oktober 1861 indgik han sit 2. ægteskab med Agnes Birgitte Arctander (f. 29. maj 1832), datter af præsten Th.M.A. Arctander. Lægen Edvard Ehlers var en søn. Han døde 27. marts 1893.
Ehlersvej i Hellerup er opkaldt efter ham.